# 野马川镇
野马川镇，是中华人民共和国贵州省毕节市赫章县下辖的一个乡镇级行政单位。

## 行政区划
野马川镇下辖以下地区也：
雪窝社区、下街村、上街村、利河村、石丫村、乌木村、大田村、新营村、石板村、尖山村、车浪村、山脚村、前山村、双营村、青狮村、毛栗村、花角村、苏嘎村、麻初村、大寨村、寨子村、三院村、新田村、双河村和新场村。